# Nowy Przylep
Nowy Przylep (deutsch Neu Prilipp) ist ein Dorf in der Woiwodschaft Westpommern in Polen. Es gehört zur Gmina Warnice (Gemeinde Warnitz) im Powiat Pyrzycki (Pyritzer Kreis)

## Geographische Lage
Das Dorf liegt in Hinterpommern, etwa 35 Kilometer südöstlich von Stettin und etwa elf Kilometer nordöstlich von Pyrzyce (Pyritz).
Das Dorf ist als Streusiedlung angelegt. Nachbarorte sind im Südwesten Stary Przylep (Alt Prilipp), im Nordwesten Obryta (Groß Schönfeld), im Norden Barnim (Barnimskunow), im Nordosten Wójcin (Waitendorf), im Südosten Kłęby (Klemmen) und im Süden die ineinander übergehenden Orte Cieszysław (Augusthof) und Zaborsko (Sabes).

## Geschichte
Etwa an der Stelle des Dorfes lag im Mittelalter das Dorf Karzig, das dem Kloster Kolbatz gehörte, im Jahre 1355 zum letzten Mal urkundlich erwähnt wurde und wüst fiel.
Das Dorf wurde auf Flächen angelegt, die im Jahre 1817 im Rahmen der Regulierung der gutsherrlichen und bäuerlichen Verhältnisse (siehe: Preußische Agrarverfassung) der Dörfer (Alt) Prilip und Sabes an den Staat (Domänen-Fiskus) abgetreten wurden. Das Dorf erhielt 1820 den Namen Neu Prilip; seitdem heißt das bisherige Prilip zur Unterscheidung Alt Prilip. Die amtliche Festlegung der Schreibweise auf „Prilipp“ erfolgte im Jahre 1898.
In Heinrich Berghaus’ Landbuch des Herzogtums Pommern (1868) wurde Neu Prilip als Dorf unter den ländlichen Ortschaften im Bezirk des Domänen-Rentamts Pyritz im Pyritzer Kreis aufgeführt. Das Dorf hatte damals 142 Einwohner. Ursprünglich waren in dem Dorf elf Besitzungen eingerichtet, durch Zusammenlegung sank deren Zahl auf neun im Jahre 1835 und fünf im Jahre 1868. Es lebten 1868 nur noch Nachkommen von zweien der ursprünglichen Ansiedler in dem Dorf.
Vor 1945 bildete Neu Prilipp eine Landgemeinde im Kreis Pyritz der preußischen Provinz Pommern. Zur Landgemeinde gehörten neben Neu Prilipp keine benannten Wohnplätze. Die Gemeinde zählte im Jahre 1925 221 Einwohner in 32 Haushaltungen, im Jahre 1933 194 Einwohner und im Jahre 1939 nur noch 165 Einwohner.
Nach dem Zweiten Weltkrieg kam Neu Prilipp, wie ganz Hinterpommern, an Polen. Der Ortsname wurde zu „Nowy Przylep“ polonisiert. Heute bildet das Dorf ein eigenes Schulzenamt in der Gmina Warnice (Gemeinde Warnitz).